# Stazione di Nishigahara
La stazione di Nishigahara (西ケ原駅?, Nishigahara-eki) è una stazione della metropolitana di Tokyo che si trova a Kita, quartiere di Tokyo.